# Alicia Terzian
Alicia Terzian, née le 1er juillet 1934 à Córdoba, est une compositrice, cheffe d'orchestre et musicologue argentine, d'origine arménienne.

## Biographie
Alicia Terzian étudie la composition avec Alberto Ginastera au Conservatoire National de Musique de Buenos Aires, la musique sacrée arménienne avec le moine Leoncio Dayan au monastère mékhitariste de San Lazzaro à Venise et la direction d'orchestre avec le chef Mariano Drago.
C'est la pédagogie qui marque les premières années de sa carrière, puisqu'elle enseigne notamment au Conservatoire National de Musique en 1960, ainsi qu'à l'université de La Plata. En 1968, Alicia Terzian fonde le Festival International Encuentros, en organisant jusqu'à présent 750 concerts à Buenos Aires, ainsi que des séminaires, des formations et des conférences. Dix ans plus tard elle crée le Grupo Encuentros, formé de musiciens argentins et consacré à la diffusion de la musique latino-américaine et argentine d'avant-garde au niveau international. Sous sa direction le groupe a donné 320 concerts dans tous les festivals du monde depuis 1978 avec plus de 70 œuvres de compositeurs argentins interprétées en première. Particulièrement créative et interprétée par des orchestres, ensembles de chambre et solistes des quatre coins du monde, son œuvre est profondément imprégnée par sa volonté de trouver de nouveaux espaces sonores.
Alicia Terzian a gagné plusieurs prix, parmi lesquels le Premier Prix Municipal (1964) pour son œuvre Mouvements contrastants pour orchestre, le Prix Fondo Nacional de las Artes (1970) pour le Concerto pour violon et orchestre et Atmosphères pour deux pianos et le Premier Grand Prix National de Musique (1982) pour Voces. Elle est également décorée par le gouvernement français et est membre de l'Académie des beaux-arts du Chili. En 2003, elle est élue membre honoraire du Conseil international de la musique (CIM) de l'UNESCO, parmi les 52 musiciens les plus importants du monde et par vote secret de ses collègues.
Depuis sa création en 1968, Alicia Terzian est directrice artistique de la fondation Encuentros Internacionales de Música Contemporánea. Entre 1985 et 2005 elle est présidente du Conseil Argentin de la musique (CAMU-UNESCO). En 1990, elle est élue par unanimité par ses collègues du monde entier vice-présidente du Conseil international de la musique et secrétaire, puis présidente du Conseil de la musique des trois Amériques (Consejo de la Música de las Tres Américas, COMTA-CIM-UNESCO-París), poste qu'elle occupe jusqu'en 2004. Alicia Terzian est aussi vice-présidente du Conseil international des femmes de l'UNESCO.
Elle est membre du jury du Concours international de piano d'Orléans en 2002 et en 2008, et en 2006 elle est présidente de ce même jury.
Durant sa carrière, elle anime plus de trois mille conférences dans le monde entier, consacrées à l'histoire et à l'esthétique de la musique, surtout celle du XXe siècle.

## Compositions
- Danza criolla, op.1, piano, 1954
- Libro de Canciones de Lorca, canto y piano

1. Tres retratos, 1954
2. Canciones para niños, 1956
- Toccata, op.4, piano, 1954
- Tres piezas, op.5, quatuor à cordes, 1955

1. Canción del atardecer
2. Pastoral con variaciones
3. Danza rústica
- Canción y Danza, guitare, 1954
- Concerto pour violon et orchestre, 1954-55
- Movimiento Sinfónico, orchestre, 1956
- Tristeza, poésies de Lord Byron, chant et piano, 1956
- Primera Sinfonía, orchestre, 1957
- Oración de Jimena, soprano et orchestre, 1957
- Escena lírica, soprano, ténor, basse et orchestre, 1957
- Recitativo dramático del "Mensajero", contrebasse et orchestre, 1957
- Tres Madrigales, chœur de femmes et solistes, 1958
- Cantata de la tarde, 1958
- Introducción y cántico de primavera, chœur et orchestre, 1958
- Movimientos contrastantes, orchestre, 1964
- Hacia la luz, ballet, 1965
- Juegos para Diana, piano, 1965
- Padre Nuestro y Ave María, chœur mixte, 1966
- Movimientos, ballet, 1968
- Correspondencias, musique de scène, 1969
- Ab ovo, mezzosoprano, orchestre à cordes et percussion, 1969
- Atmósferas, orchestre, 1969
- Atmósferas, 2 pianos, 1969
- Proâgon, violon et orchestre à cordes, 1969-1970
- Carmen Criaturalis, cor, vibraphone, cymbales et orchestre, 1971
- Shantiniketan, récitant, flûte traversière et danse, 1979
- Cuaderno de imágenes, orgue, 1975
- Voces, mezzosoprano, bande et ensemble instrumental, 1978
- Akhtamar, ballet, 1979
- El Dr. Brecht en el Teatro Colón, théâtre musical, 1981
- Bertoldt Brecht en el Salón Dorado, théâtre musical, 1982-1983
- Juana Reina de Castilla y Aragón, ballet, 1983
- Canto a mí misma, orchestre à cordes, tam tam, transpositeur et delay digital, 1986
- Buenos Aires me vas a matar, voz, tape et piano, 1990
- Yagua ya yuca, un percussionniste, 1992
- Off the edge, baryton ou mezzosoprano soliste, orchestre à cordes et tam-tam, 1992-1993
- Oda a Vahan, piano et bande, 1996
- Les yeux fertiles, mezzosoprano, ensemble instrumental et cymbales, 1997
- Tango blues, piano, 1998
- Ofrenda a Bach, orgue, 2000
- Canto a San Vahan, mezzosoprano, ensemble instrumental et cloches, 2004

## Sources
- « Alicia Terzian », sur la base de données des personnalités vaudoises sur la plateforme « Patrinum » de la Bibliothèque cantonale et universitaire de Lausanne.
- 24 Heures, 2002/11/21, p. 20 photo
- Alicia Terzian, Concierto para violin y orquesta, Movimientos contrastantes, DOM, 1998